# Playbuzz
Playbuzz est une plate-forme de publication en ligne pour les éditeurs, marques, agences et individuels créateurs de contenu pour créer du contenu dans des formats interactifs, tels que des sondages, des questionnaires, des listes, des extraits vidéo, des diaporamas et des comptes à rebours. Le contenu généré par Playbuzz est généralement associé au marketing viral, qui peuvent être partagées via les médias sociaux ou incorporé ailleurs sur le web. Fondé en 2012, le contenu généré à partir de Playbuzz a été le plus partagé sur Facebook dès janvier 2015, avec une estimation de 10 millions d'actions par mois,.

## Historique
Playbuzz a été fondé sous le nom PlayChanger en juillet 2012 par Shaul Olmert (en) et Tom Pachys, le premier est le fils d'Ehud Olmert, ancien premier ministre d'Israël. Shaul Olmert a été directeur au sein de la société Nickelodeon et a cofondé le jeu social GameGround. Tom Pachys est un diplômé de l'Interdisciplinary Center Herzliya à Herzliya et cofondateur de Whimado. Initialement PlayChanger travaillait avec les développeurs et éditeurs de jeux pour distribuer du contenu multi-source au travers de thématiques verticales tels que le sport, la musique ou la mode. 
En décembre 2013, PlayChanger devient Playbuzz avec une version modifiée du concept;
En 2014, Playbuzz reçoit une levée de fonds de 3 millions d'USD de la part de Carmel Ventures.
En mars 2015, il dépasse les 19 millions de capitaux investis en recevant 16 millions supplémentaires lors d'une levée de fonds menée par Saban Capital  et les précédents investisseurs comme Carmel Ventures et FirstTime Ventures.
Le 31 mars 2016, Disney, au travers de son fonds d’investissement Steamboat Ventures, et Saban Ventures participent à une levée de fonds de 15 millions dans le site de contenu Playbuzz,,,.
Le 27 septembre 2017, Playbuzz annonce une levée de fonds de 35 millions d'USD menée par Viola Growth et ayant regroupée l'ensemble de ses investisseurs dont Disney, Saban Ventures et Carmel Ventures.